# Giunte di Offensiva Nazional-Sindacalista
Le Giunte di offensiva nazional-sindacalista (in spagnolo Juntas de Ofensiva Nacional-Sindicalista, in sigla JONS) furono un movimento politico spagnolo nazional-sindacalista, fondato nel 1931.
Cessarono di esistere per fusione con la Falange spagnola nel 1934.

## Storia
Le JONS furono fondate nel mese di ottobre del 1931 dalla fusione del gruppo guidato da Ramiro Ledesma Ramos, fondatore del settimanale La Conquista del Estado con le Juntas Castellanas de Actuación Hispánica, un gruppo fondato da Onésimo Redondo Ortega, ex propagandista dell'Azione Cattolica, organizzazione che abbandonò considerandola fellona e prona al compromesso.
Il 9 febbraio 1934 a Madrid lo studente falangista Matías Montero fu ucciso da due militanti del "Partido Socialista Obrero Español" e, a seguito di questo omicidio, il 13 febbraio 1934 José Antonio Primo de Rivera e Ledesma Ramos, si accordarono per fondere i due rispettivi movimenti con una cerimonia svoltasi presso il Teatro Calderón di Valladolid; il movimento unificato assunse il nome di "Falange Española de las Juntas de Ofensiva Nacional Sindicalista" e fu inizialmente guidato in triumvirato da José Antonio Primo de Rivera, Ramiro Ledesma Ramos e Ruiz de Alda.
Qualche tempo più tardi, nel 1935, Ramiro Ledesma Ramos sarebbe stato espulso dal FE de las JONS per disaccordi con José Antonio Primo de Rivera sulla direzione del partito. Successivamente cercò di rifondare le JONS come un partito indipendente dalla Falange, ma non riuscì a conquistare gran parte dei quadri e militanti sotto la disciplina della FE de las JONS. Ledesma Ramos finì quindi per fondare un piccolo giornale settimanale, denominato La patria libre, che cercò di sostenere la riorganizzazione di una JONS indipendente dalla Falange.

## L'ideologia
Le JONS furono considerate portatrici di un'ideologia nazional-rivoluzionaria inserita nell'alveo della rivoluzione conservatrice e tesa al conseguimento della rivoluzione sociale. Adottarono come simbolo cinque frecce incrociate in un giogo e lo slogan ¡España Una, Grande y Libre!, ¡Arriba los valores hispánicos!, grido precursore del falangista ¡Arriba España!. La dottrina, ispirata al socialismo nazionale e al sindacalismo rivoluzionario, auspicava la creazione di un "nuovo Stato", di cui i lavoratori fossero la pietra angolare. La grandezza della patria, il suo progresso e la sua unità erano altri obiettivi dichiarati.
Ramiro Ledesma Ramos, filosofo appartenente alle avanguardie culturali spagnole e vicino al sindacalismo rivoluzionario, elaborò i fondamenti dottrinali, culturali, simbolici e rituali del movimento, rigettando la lotta di classe marxista e il parlamentarismo borghese, per la costituzione di un nuovo "Stato del lavoro", sulle basi del fascismo italiano: corporativismo, socializzazione delle imprese e dei mezzi di produzione, sindacalismo nazionale.
(Ramiro Ledesma Ramos)